# Timmermans van Turenhout
Timmermans Van Turenhout  ofwel Timtur was een schoenenfabriek te Waalwijk met vanaf 1946 een nevenvestiging te Brunssum die van 1896 tot 1971 heeft bestaan.
De oorsprong van het bedrijf ligt in Eindhoven waar omstreeks 1750 een zekere Willem Timmermans als schoenmaker actief is. Zijn zoon Judocus zet het bedrijfje voort te Waalwijk en de gelijknamige achterkleinzoon Judocus jr. maakt er een echt bedrijf van. Hij was getrouwd met een Van Turenhout en uit de combinatie van de eerste drie letters van beider achternaam is de bedrijfsnaam gevormd, een machinaal bedrijf dat in 1896 tot stand kwam met 40 man personeel. Vier jaar later waren dat er al bijna 100, maar qua werkgelegenheid zou het bedrijf de eerste twintig jaar daarna niet meer groeien. In 1920 bijvoorbeeld telde het 78 werklieden.
Het bedrijf groeide uit tot een van de belangrijkste ondernemingen in de branche. Maakte men bij Timtur in 1907 nog maar 4000 paren per jaar, in 1917 reeds 67.000 en rond 1960 circa 100.000 per week. In 1924 kreeg de firma een karakteristiek groot nieuw onderkomen aan de Mr. van Coothstraat te Waalwijk, een gewapend betonbouw van drie verdiepingen dat in 1930 geheel voltooid werd. Er werkten toen een 400 personen. 

## neergang
In 1960 fuseerde de naamloze vennootschap die toen een 600 werklieden telde met een ander grootbedrijf in de branche, de firma Knock en Ros te Bunschoten (ook wel bekend o.d.n. Pantolux; 400 medewerkers) tot Unischoen NV. Vervolgens ging het snel bergafwaarts. In 1962 werden 120 arbeid(st)ers ontslagen, nadat eerder 45 Belgische grensarbeiders konden vertrekken. In 1970 was de nood zo hoog dat de helft van het personeel eruit moest, zo'n 230 mensen. Men dacht te kunnen overleven door zich geheel te wijden aan de productie van het merk Hush Puppies waarvan het bedrijf de licentie bezat. Het mocht niet baten, in 1971 viel het doek.